# The Leftovers/Episodenliste
Diese Episodenliste enthält alle Episoden der US-amerikanischen Dramaserie The Leftovers, sortiert nach der US-amerikanischen Erstausstrahlung. Zwischen 2014 und 2017 entstanden in drei Staffeln insgesamt 28 Episoden mit einer Länge von jeweils etwa 55 Minuten.

## Übersicht
| Staffel | Episodenanzahl | Erstausstrahlung USA | Erstausstrahlung USA | Deutschsprachige Erstausstrahlung | Deutschsprachige Erstausstrahlung |
| Staffel | Episodenanzahl | Staffelpremiere      | Staffelfinale        | Staffelpremiere                   | Staffelfinale                     |
| ------- | -------------- | -------------------- | -------------------- | --------------------------------- | --------------------------------- |
| 1       | 10             | 29. Juni 2014        | 7. September 2014    | 24. Oktober 2014                  | 19. Dezember 2014                 |
| 2       | 10             | 4. Oktober 2015      | 6. Dezember 2015     | 11. Dezember 2015                 | 19. Februar 2016                  |
| 3       | 8              | 16. April 2017       | 4. Juni 2017         | 17. Juli 2017                     | 4. September 2017                 |

## Staffel 1
Die Erstausstrahlung der ersten Staffel war vom 29. Juni bis zum 7. September 2014 auf dem US-amerikanischen Fernsehsender HBO zu sehen. Die deutschsprachige Erstausstrahlung sendete der Sender Sky Atlantic HD vom 24. Oktober bis zum 19. Dezember 2014.
| Nr. (ges.) | Nr. (St.) | Deutscher Titel                 | Originaltitel              | Erstausstrahlung USA | Deutschsprachige Erstausstrahlung (D) | Regie                               | Drehbuch                            | Zuschauer (USA) |
| ---------- | --------- | ------------------------------- | -------------------------- | -------------------- | ------------------------------------- | ----------------------------------- | ----------------------------------- | --------------- |
| 1          | 1         | Einer von Fünfzig               | Pilot                      | 29. Juni 2014        | 24. Okt. 2014                         | Peter Berg                          | Damon Lindelof & Tom Perrotta       | 1,78 Mio.       |
| 2          | 2         | 1:0 für den Pinguin             | Penguin One, Us Zero       | 6. Juli 2014         | 24. Okt. 2014                         | Peter Berg                          | Damon Lindelof & Kath Lingenfelter  | 1,55 Mio.       |
| 3          | 3         | Zwei Boote und ein Hubschrauber | Two Boats and a Helicopter | 13. Juli 2014        | 31. Okt. 2014                         | Keith Gordon                        | Damon Lindelof & Jacqueline Hoyt    | 1,38 Mio.       |
| 4          | 4         | Wo ist Jesus?                   | B.J. and the A.C.          | 20. Juli 2014        | 7. Nov. 2014                          | Lesli Linka Glatter & Carl Franklin | Damon Lindelof & Elizabeth Peterson | 1,62 Mio.       |
| 5          | 5         | Gladys                          | Gladys                     | 27. Juli 2014        | 14. Nov. 2014                         | Mimi Leder                          | Damon Lindelof & Tom Perrotta       | 1,59 Mio.       |
| 6          | 6         | Gast                            | Guest                      | 3. Aug. 2014         | 21. Nov. 2014                         | Carl Franklin                       | Damon Lindelof & Kath Lingenfelter  | 1,47 Mio.       |
| 7          | 7         | Stimmen                         | Solace for Tired Feet      | 10. Aug. 2014        | 28. Nov. 2014                         | Mimi Leder                          | Damon Lindelof & Jacqueline Hoyt    | 1,58 Mio.       |
| 8          | 8         | Cairo                           | Cairo                      | 17. Aug. 2014        | 5. Dez. 2014                          | Michelle MacLaren                   | Curtis Gwinn & Carlito Rodriguez    | 1,64 Mio.       |
| 9          | 9         | Garveys in Höchstform           | The Garveys at Their Best  | 24. Aug. 2014        | 12. Dez. 2014                         | Daniel Sackheim                     | Damon Lindelof & Kath Lingenfelter  | 1,85 Mio.       |
| 10         | 10        | Der Verlorene Sohn kehrt heim   | The Prodigal Son Returns   | 7. Sep. 2014         | 19. Dez. 2014                         | Mimi Leder                          | Damon Lindelof & Tom Perrotta       | 1,53 Mio.       |

## Staffel 2
Die Erstausstrahlung der zweiten Staffel war vom 4. Oktober bis zum 6. Dezember 2015 auf dem US-amerikanischen Fernsehsender HBO zu sehen. Die deutschsprachige Erstausstrahlung sendete der Sender Sky Atlantic HD vom 11. Dezember 2015 bis zum 19. Februar 2016.
| Nr. (ges.) | Nr. (St.) | Deutscher Titel                         | Originaltitel             | Erstausstrahlung USA | Deutschsprachige Erstausstrahlung (D) | Regie          | Drehbuch                            | Zuschauer (USA) |
| ---------- | --------- | --------------------------------------- | ------------------------- | -------------------- | ------------------------------------- | -------------- | ----------------------------------- | --------------- |
| 11         | 1         | Axis Mundi                              | Axis Mundi                | 4. Okt. 2015         | 11. Dez. 2015                         | Mimi Leder     | Damon Lindelof & Jacqueline Hoyt    | 0,71 Mio.       |
| 12         | 2         | Eine Frage der Geografie                | A Matter of Geography     | 11. Okt. 2015        | 18. Dez. 2015                         | Mimi Leder     | Damon Lindelof & Tom Perrotta       | 0,55 Mio.       |
| 13         | 3         | Ausfahrt                                | Off Ramp                  | 18. Okt. 2015        | 1. Jan. 2016                          | Carl Franklin  | Damon Lindelof & Patrick Somerville | 0,78 Mio.       |
| 14         | 4         | Orange Blätter                          | Orange Sticker            | 25. Okt. 2015        | 8. Jan. 2016                          | Tom Shankland  | Damon Lindelof & Tom Spezialy       | 0,52 Mio.       |
| 15         | 5         | Kein Platz in der Herberge              | No Room at the Inn        | 1. Nov. 2015         | 15. Jan. 2016                         | Nicole Kassell | Damon Lindelof & Jacqueline Hoyt    | 0,63 Mio.       |
| 16         | 6         | Linse                                   | Lens                      | 8. Nov. 2015         | 22. Jan. 2016                         | Craig Zobel    | Damon Lindelof & Tom Perrotta       | 0,64 Mio.       |
| 17         | 7         | Ein ausgesprochen mächtiger Widersacher | A Most Powerful Adversary | 15. Nov. 2015        | 29. Jan. 2016                         | Mimi Leder     | Damon Lindelof & Patrick Somerville | 0,61 Mio.       |
| 18         | 8         | Auftragskiller                          | International Assassin    | 22. Nov. 2015        | 5. Feb. 2016                          | Craig Zobel    | Damon Lindelof & Nick Cuse          | 0,70 Mio.       |
| 19         | 9         | 13. Oktober                             | Ten Thirteen              | 29. Nov. 2015        | 12. Feb. 2016                         | Keith Gordon   | Damon Lindelof & Monica Beletsky    | 0,86 Mio.       |
| 20         | 10        | Ich lebe jetzt hier                     | I Live Here Now           | 6. Dez. 2015         | 19. Feb. 2016                         | Mimi Leder     | Damon Lindelof & Tom Perrotta       | 0,99 Mio.       |

## Staffel 3
Die Erstausstrahlung der dritten Staffel war vom 16. April bis zum 4. Juni 2017 auf dem US-amerikanischen Fernsehsender HBO zu sehen. Die deutschsprachige Erstausstrahlung sendete Sky Atlantic HD vom 17. Juli bis zum 4. September 2017.
| Nr. (ges.) | Nr. (St.) | Deutscher Titel                                                   | Originaltitel                                                       | Erstausstrahlung USA | Deutschsprachige Erstausstrahlung (D) | Regie           | Drehbuch                                                         | Zuschauer (USA) |
| ---------- | --------- | ----------------------------------------------------------------- | ------------------------------------------------------------------- | -------------------- | ------------------------------------- | --------------- | ---------------------------------------------------------------- | --------------- |
| 21         | 1         | Das Buch Kevin                                                    | The Book of Kevin                                                   | 16. Apr. 2017        | 17. Juli 2017                         | Mimi Leder      | Damon Lindelof & Patrick Somerville                              | 0,90 Mio.       |
| 22         | 2         | Neutronen                                                         | Don’t Be Ridiculous                                                 | 23. Apr. 2017        | 24. Juli 2017                         | Keith Gordon    | Damon Lindelof & Tom Perrotta 1                                  | 0,78 Mio.       |
| 23         | 3         | Die Große Singflut                                                | Crazy Whitefella Thinking                                           | 30. Apr. 2017        | 31. Juli 2017                         | Mimi Leder      | Damon Lindelof & Tom Spezialy                                    | 0,85 Mio.       |
| 24         | 4         | G’Day Melbourne                                                   | G’Day Melbourne                                                     | 7. Mai 2017          | 7. Aug. 2017                          | Daniel Sackheim | Tamara P. Carter & Haley Harris Idee: Damon Lindelof             | 0,81 Mio.       |
| 25         | 5         | David und der Löwe                                                | It’s a Matt, Matt, Matt, Matt World                                 | 14. Mai 2017         | 14. Aug. 2017                         | Nicole Kassell  | Damon Lindelof & Lila Byock                                      | 0,92 Mio.       |
| 26         | 6         | Auf die elegante Art                                              | Certified                                                           | 21. Mai 2017         | 21. Aug. 2017                         | Carl Franklin   | Patrick Somerville & Carly Wray                                  | 0,77 Mio.       |
| 27         | 7         | Der mächtigste Mann der Welt (und sein eineiiger Zwillingsbruder) | The Most Powerful Man in the World (and His Identical Twin Brother) | 28. Mai 2017         | 28. Aug. 2017                         | Craig Zobel     | Damon Lindelof & Nick Cuse                                       | 0,80 Mio.       |
| 28         | 8         | Das Buch Nora                                                     | The Book of Nora                                                    | 4. Juni 2017         | 4. Sep. 2017                          | Mimi Leder      | Damon Lindelof & Tom Spezialy Idee: Damon Lindelof & Tom Perotta | 1,05 Mio.       |

Anmerkung: